# Wasted (Def Leppard)
Wasted è un singolo gruppo musicale britannico Def Leppard, il primo estratto dall'album di debutto del gruppo, On Through the Night.
Queste versioni alternative, disponibili solo per il singolo, di "Wasted" e "Hello America" non erano mai state pubblicate su CD fino al 2018, quando furono incluse nel cofanetto The Collection: Volume One , come prime due tracce del disco Rarities: Volume One.

## Tracce

### 7" (Regno Unito)
Lato A
1. Wasted

Lato B
1. Hello America